# Jianghai

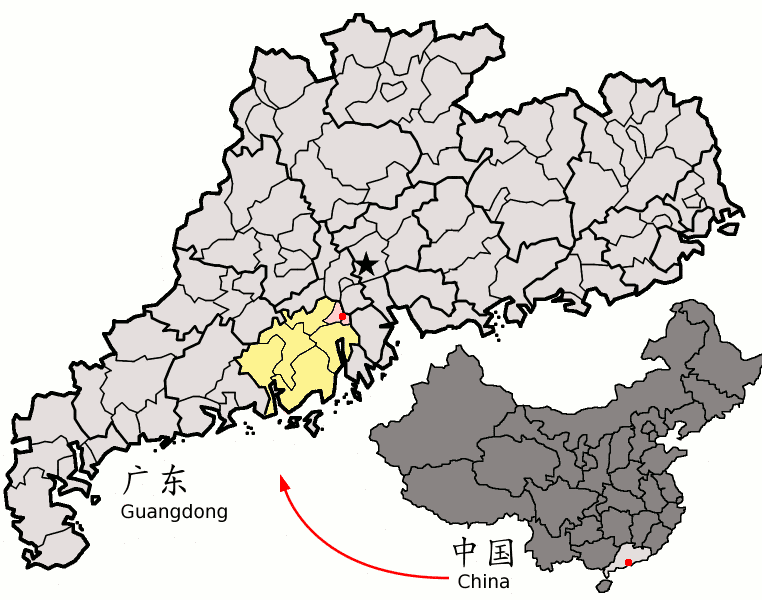
Lage von Pengjiang und Jianghai (pink) in Jiangmen (gelb) in der chinesischen Provinz Guangdong

Der Stadtbezirk Jianghai (chinesisch 江海区, Pinyin Jiānghǎi Qū) ist ein Stadtbezirk der bezirksfreien Stadt Jiangmen in der südchinesischen Provinz Guangdong. Er hat eine Fläche von 110,5 km² und zählt 364.694 Einwohner (Stand: Zensus 2020).